# Cimetière national de Finn's Point
Le cimetière national de Finn's Point est un cimetière national des États-Unis situé dans le township de Pennsville, du comté de Salem, au New Jersey. Il s'étend sur 4,6 acres (1,9 ha), et en février 2009, contient 3 033 inhumations. Adjacent au fort Mott, il est régi par le département des États-Unis des affaires des anciens combattants et administré par le cimetière national de Washington Crossing.

## Histoire
À l'origine, achetés par le gouvernement fédéral pour construire une batterie de protéger le port de Philadelphie, le terrain devient un cimetière en 1863 pour les prisonniers de guerre confédérés décédés en captivité au fort Delaware. Cent trente-cinq soldats de l'Union qui sont morts tout en servant en tant que gardiens de la prison de camp sont également enterrés ici. Le nombre de morts parmi les prisonniers de guerre et les gardes est élevé, en particulier dans la dernière partie de 1863 et tout au long de 1864. En juillet 1863, il y a 12 595 prisonniers sur l'île, à proximité du fort Delaware qui ne s'étend que sur environ 75 acres (30,4 ha). La maladie est endémique et près de 2 700 prisonniers meurent de malnutrition ou de négligence. Le nombre de prisonniers confédérés inhumés dans le cimetière s'élèvent à 2 436 et tous sont dans une fosse commune comme peut encore être vue comme une énorme fosse au nord-ouest du site, à proximité du monument.
Officiellement est fait cimetière national le 3 octobre 1875 à la demande du gouverneur de Virginie James L. Kemper, qui critique le mauvais entretien des lieux de sépulture des confédérés.
Le cimetière national de Finn's Point est au sud de la reserve naturelle nationale de Supawna Meadows près du parc d'État de fort Mott, à Pennsville, ce. Le cimetière est inscrit sur le Registre national des lieux historiques en 1978.
Andrew Cunanan commet l'un de ses meurtres au cimetière, le 9 mai 1997, tuant le gardien du cimetière William Reese et volant son camion(p206).

## Monuments notables

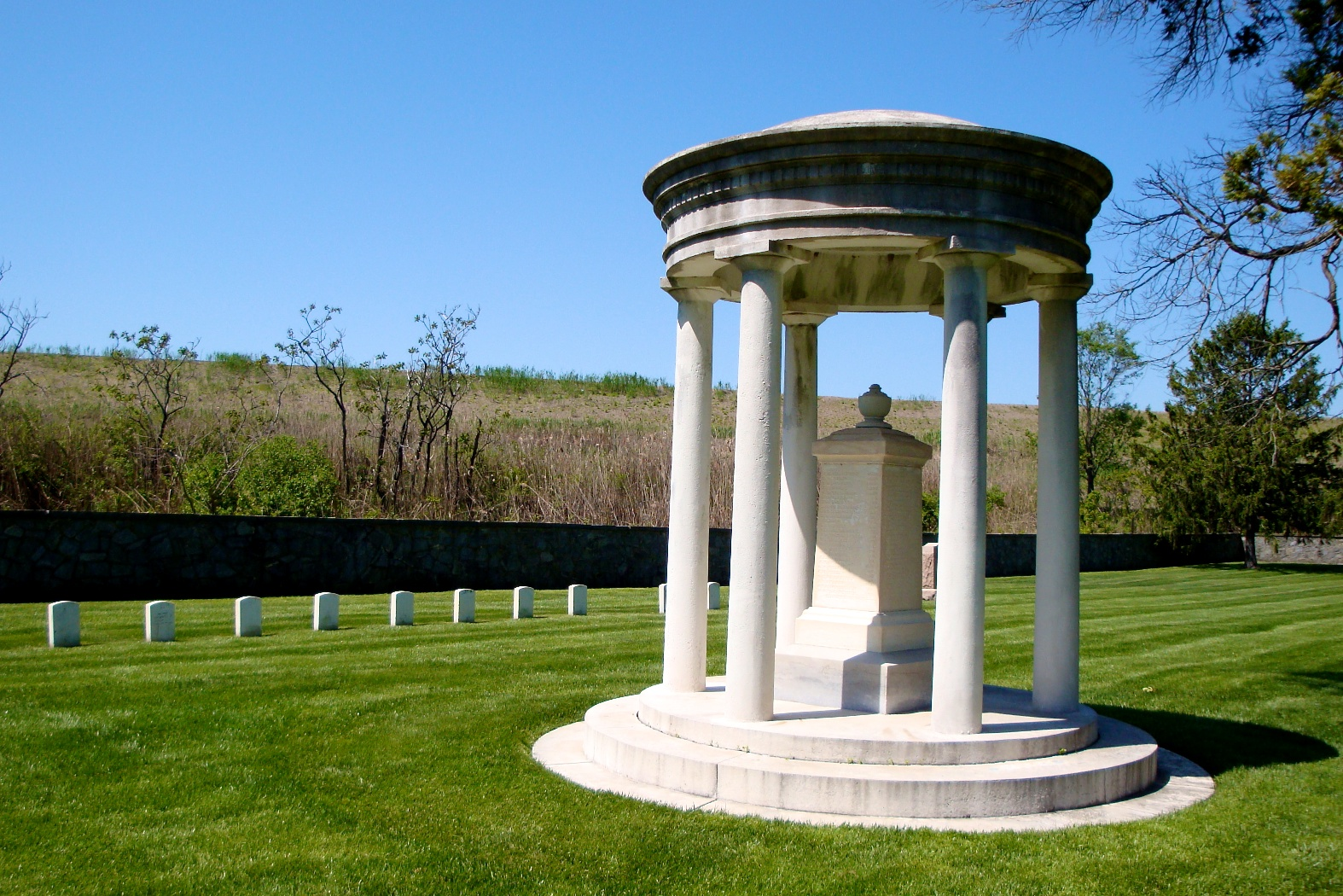
Monument de l'Union

- Le monument confédéré, un obélisque de 85 pieds (25,908 m) de haut en granit, construit en 1910 par le gouvernement fédéral dans la mémoire des 2 436 prisonniers de guerre confédérés qui sont morts au fort Delaware. Leurs noms sont inscrits sur le monument[2].
- Le monument de l'Union, inauguré en 1879 pour les 135 soldats de l'Union qui sont morts en service au fort Delaware[3].
- Dans le coin nord-ouest, 13 pierres tombales en marbre blanc marque le lieu de sépulture de prisonniers allemands de la Seconde Guerre mondiale qui sont morts en captivité à proximité du fort Dix, au New Jersey.

## Galerie

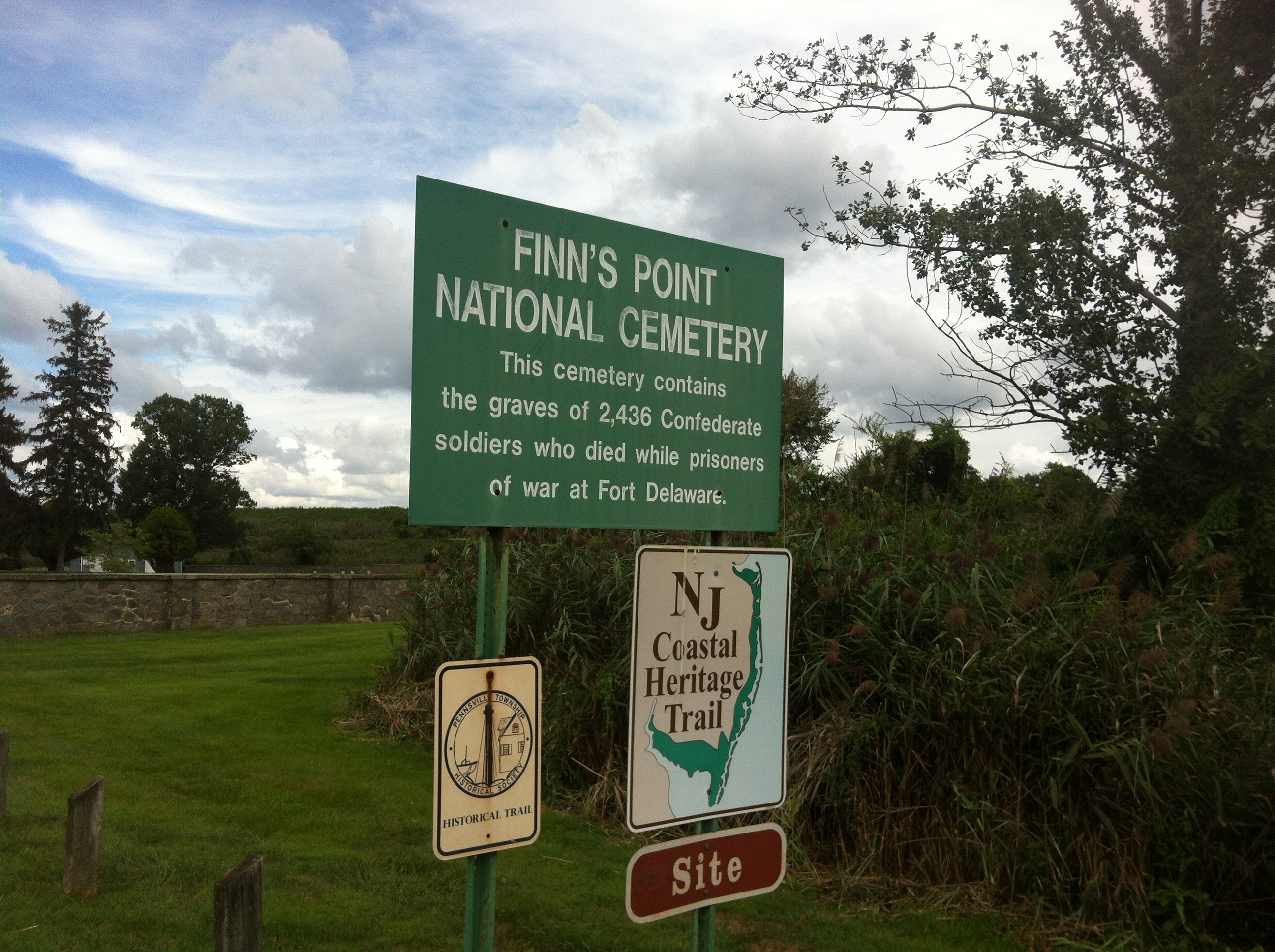
Panneau d'entrée